# Asthena lactularia
Asthena lactularia är en fjärilsart som beskrevs av Herrich-Schäffer 1856. Asthena lactularia ingår i släktet Asthena och familjen mätare. Inga underarter finns listade i Catalogue of Life.